# Джеймс Енсор
Джеймс Енсор (англ. James Ensor; 13 листопада 1860, Остенде — 19 листопада 1949, Остенде Бельгія) — художник, графік і живописець.

## Життєпис
Джеймс Енсор народився в портовому місті Остенде. У батька, англійця за походженням, була крамниця екзотичних товарів.Там продавали сувеніри, карнавальні маски, морські раковини тощо. Мати художника, Марія Катерина Хегеман, була бельгійкою. Джеймс Енсор у 1875 році в 15 років залишив школу. Він брав уроки образотворчого мистецтва у  місцевих художників. В 1877–1880 рр. навчався в  Академії мистецтв в  Брюсселі, його однокласником був Фернан Кнопф. Після навчання повернувся в рідне місто і працював у крамниці  своєї матері. Водночас займався живописом. З 1880 по 1917 рік його студія знаходилася на горищі будинку  батьків. Художник здійснив три короткі поїздки до Франції, дві в Нідерланди в 1880-х роках і чотириденну поїздку в Лондон у 1892 році. Став одним із засновників брюссельської  групи «XX». Був членом антверпенського об'єднання «Сучасне мистецтво». У 1929 році після першої великої виставки в Брюсселі отримав титул барона. Художник зображений на бельгійській поштовій марці 1974 року. Іменем його названо астероїд 2819  «Джеймс Энсор», відкритий  20 жовтня 1933 року астрономами Королівської обсерваторії Бельгії.

## Творчість
Енсор першу виставку своїх робіт презентував у 1881 році. Він більше відомий як живописець, проте у  нього є низка  офортів і  графічних робіт. 
Художник спочатку писав картини у стилі імпресіонізму. У 1883 році він відмовився від імпресіоністичній манери і побутових сюжетів. Сучасники не розуміли його перехід  до символічних сюжетів. Образи, створені митцем, вирізняються своїми ексцентричними, виразними характерами, більшість з яких бере початок в його дитячих спогадах про товари в сувенірній крамниці батьків. Його погляди на суспільство, як на маскарад, виособлюють з-поміж інших митців. Кращі роботи створені між 1885 і 1891 роками. Пізніше він намагався повторити самого себе. 
Джеймс Енсор сприяв становленню експресіонізму; його називають предтечею сюрреалізму. Шанувальником його творчості був С. М. Ейзенштейн, який любив його гротескні офорти.
Виставка близько 120 робіт Енсора відбулась у 2009 році в  Нью-Йорку.

## Твори в інших видах мистецтва
- Бельгійський фільм «Camping Cosmos[en]» 1996 року  бувстворений на основі рисунків   Джеймса Енсора, зокрема «Карнавал на пляжі» (1887), «Смерть, яка знищує людський натовп» (1896) і «Фантастичний танець» (1889).
- У фільме «Хелловін» (1978) у спальні головного героя висить плакат з картиною Джеймса Енсора «Автопортрет у шляпі з квітами» (Self-Portrait with Flowered Hat )(1883).
- У фільме «Манхеттен» (1979)  персонаж актора Майкла Мьорфі   також вішає плакат Джеймса Енсора у своїй кімнаті.
- Картина «Чоловік печалі» (Varón de Dolores)є у фільмі « Олдбой» (2003).